# Mandy Jones
Amanda Ellen "Mandy" Jones (1962) va ser una ciclista britànica. Va guanyar dues medalles, una d'elles d'or, al Campionat del Món en ruta.

## Palmarès
- 1981
  -  Campiona del Regne Unit en ruta
- 1982
  -  Campiona del Món en ruta
- 1983
  -  Campiona del Regne Unit en ruta